# Ostra Góra (Wzgórza Dębowe)
Ostra Góra (niem. Spitzberg, 360,2 m n.p.m.) – najwyższe wzniesienie Wzgórz Dębowych w południowo-zachodniej Polsce.

## Położenie
Wzniesienie położone jest na Przedgórzu Sudeckim, na obszarze chronionego krajobrazu Wzgórz Strzelińsko-Niemczańskich na południowym krańcu Wzgórz Dębowych, około 2,9 km na północny wschód od centrum historycznej Niemczy.

## Charakterystyka

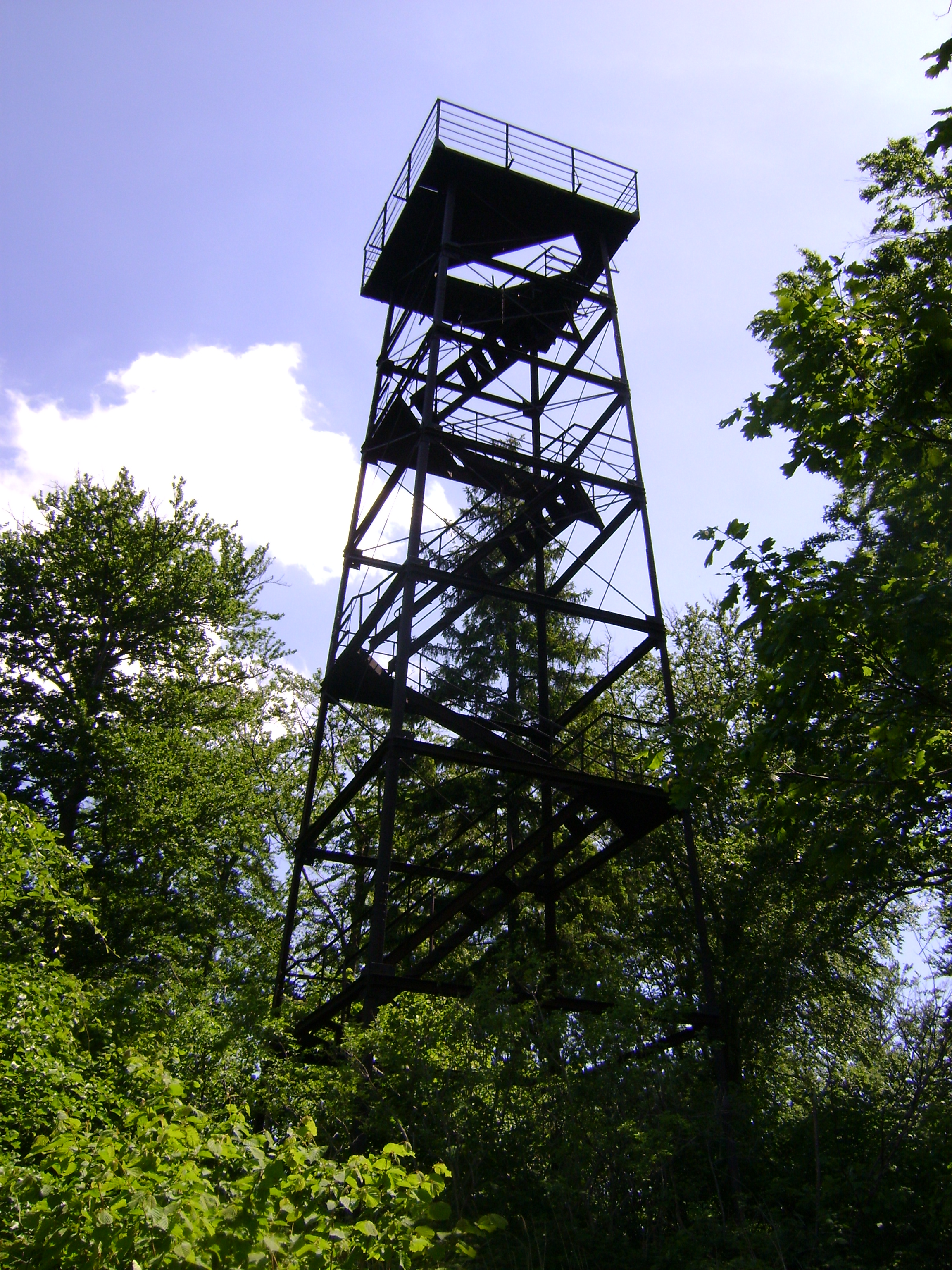
Wieża widokowa na szczycie Ostrej Góry

Wzniesienie o kopulastym kształcie z wyraźnie zaznaczonym wierzchołkiem, o stromo opadających i mocno urozmaiconych zboczach, w które wcinają się wąwozy oraz potoki. Od strony zachodniej wzniesienie góruje nad Wojsławicami, do których opada stromym zboczem. Od wzniesienia Wysoki Las położonego po północnej stronie, oddzielone jest płytką doliną. Wzniesienie stanowi zwornik, z którego rozchodzą się grzbiety. Na północnym wschodzie rozciąga się grzbiet ze wzniesieniem Wysoki Las, w stronę północy odchodzi najdłuższe ramię z wzniesieniami: Starzec i Przednia Dębowa Góra, a w stroną południowo-wschodnią w kierunku miejscowości Ruszkowice ciągnie się krótki grzbiet z bezimiennymi kulminacjami. Ostra Góra zbudowana jest ze skał metamorficznych metamorfiku niemczańsko-kamienieckiego oraz występujących wśród nich wkładek tzw. sjenitów niemczańskich. Są to łupki krystaliczne, głównie łupki dwułyszczykowe i gnejsy biotytowe z wkładkami gnejsów leptytowych, w których znajdują się wychodnie paleozoicznych granitów, granodiorytów i trzeciorzędowych bazaltów.
Cały szczyt i zbocza porasta las liściasty o składzie naturalnym, złożony głównie z: dębów, buków, brzóz, lip oraz innych gatunków drzew liściastych z niewielką domieszką drzew iglastych, głównie modrzewi. Na części zboczy wprowadzono sztucznie bory świerkowe i sosnowe. W podszyciu występuje leszczyna, bez czarny, jarzębina, wierzba siwa i chroniony wawrzynek wilczełyko. W runie rośnie konwalia majowa, konwalijka dwulistna, marzanka, gajowiec żółty, rogownica, borówka czernica. Wschodnim i zachodnim zboczem poniżej szczytu przebiegają leśne dróżki i ścieżki. Na szczycie znajduje się stalowa wieża widokowa postawiona w 1930 roku. Fundatorem wieży był oddział Towarzystwa Górskiego w Niemczy, projektantem wrocławski inżynier Preuß, a wykonawcą firma Probst&Söhne. Otwarcie wieży odbyło się na początku sierpnia 1930. Wcześniej na szczycie stała drewniana wieża zbudowana w 1893 przez Towarzystwo Upiększające z Niemczy. Z wieży można podziwiać panoramę Niemczy i okolic, a przy dobrej pogodzie miejscowości oddalone nawet o ponad 40 km. Obecnie okazałe buki przysłoniły panoramy w kierunkach południowym i wschodnim, uniemożliwiając podziwianie Gór Bardzkich, Złotych, Masywu Śnieżnika oraz przy dobrych warunkach atmosferycznych Jesioników. Na szczycie wzniesienia znajduje się węzeł szlaków turystycznych. Położenie oraz wyniesiony wierzchołek z konstrukcją wieży czynią wzniesienie rozpoznawalnym w terenie. U zachodniego podnóża wzniesienia położony jest ogród dendrologiczny w Wojsławicach.
Obecnie (stan na lipiec 2021), ze względu na zły stan techniczny wieży na szczycie, wejście na taras widokowy wznoszący się na poziomie 18 metrów jest niemożliwe.
Dzięki wycince drzew spod wieży można podziwiać panoramę w kierunku zachodnim, m.in. na Masyw Ślęży, Wzgórza Gumińskie, na Niemczę i Przerzeczyn-Zdrój oraz z południowego zbocza Góry Sowie, Góry Bardzkie i Góry Złote.

## Szlaki turystyczne
Strzelin – Szańcowa – Gościęcice Średnie – Skrzyżowanie pod Dębem – Gromnik – Dobroszów – Kalinka – Skrzyżowanie nad Zuzanką – Źródło Cyryla – Ziębice – Lipa – Rososznica – Stolec – Cierniowa Kopa – Kolonia Bobolice – Kobyla Głowa – Karczowice – Podlesie – Ostra Góra – Starzec – Księginice Wielkie – Sienice – Łagiewniki – Oleszna – Przełęcz Słupicka – Sulistrowiczki – Ślęża – Sobótka
 droga Szklary-Samborowice – Jagielno – Przeworno – Gromnik – Biały Kościół – Nieszkowice – Czerwieniec – Kowalskie – Żelowice – Błotnica – Piotrkówek – Ostra Góra – Niemcza – Tatarski Okop – Dolina Piekielnego Potoku – Gilów – Piława Dolna – Owiesno – Góra Parkowa – Bielawa – Kalenica – Nowa Ruda – Tłumaczów – Radków – Pasterka – Karłów – Skalne Grzyby – Batorów – Duszniki-Zdrój – Szczytna – Zamek Leśna – Polanica-Zdrój – Bystrzyca Kłodzka – Igliczna – Międzygórze – Przełęcz Puchacza
 Ziębice – Lipa – Jasłówek – Krzelków – Zameczny Potok – Ciepłowody – Kawia Góra (Łysica) – Ruszkowice – Ostra Góra – Podlesie – Przerzeczyn-Zdrój – Grzybowiec – Piława Górna – Piława Dolna.